# Hafen Nowy Świat

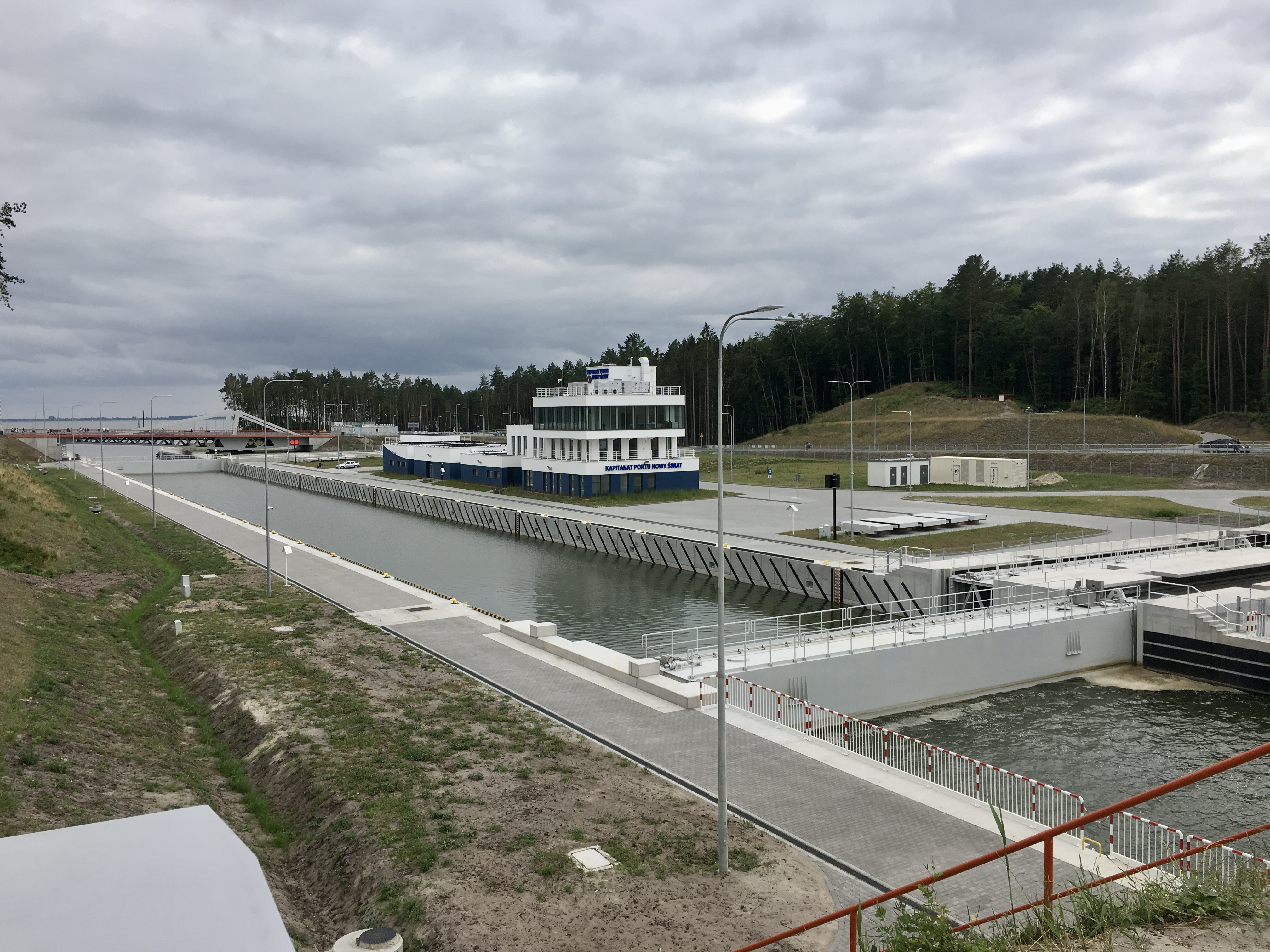
Schleuse und Amtsgebäude des Hafenkapitäns

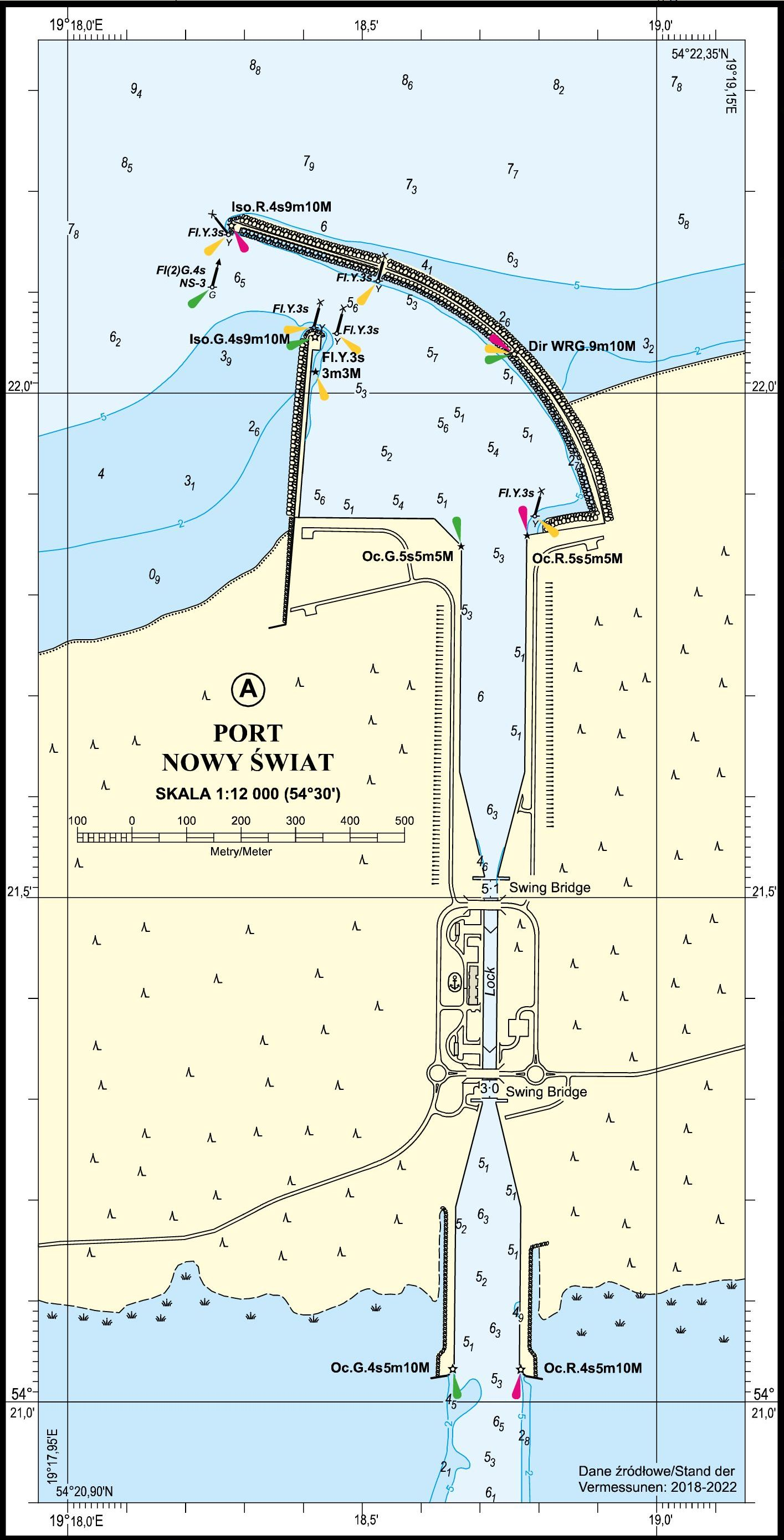
Karte von Kanal und Hafen (oben)

Der Hafen Nowy Świat (polnisch Port morski Nowy Świat, übersetzt Seehafen Neue Welt) ist ein Seehafen an der Ostsee in Polen. Er liegt auf dem Gebiet der Landgemeinde Sztutowo in der Woiwodschaft Pommern am Ende des Kanals durch die Frische Nehrung. Namensgebend war die Wüstung Nowy Świat (Neue Welt) auf der Frischen Nehrung.

## Geschichte und Beschreibung
Der ehemalige Wohnplatz Neue Welt (Nowy Świat) gehörte zur Landgemeinde Vogelsang (Skowronki) und lag etwa 100 Meter westlich der Schleuse. Heute gehört das Gebiet der Ortschaft Skowronki zum Schulzenamt Kąty Rybackie (Bodenwinkel).
Der 1300 Meter lange Schifffahrtskanal mit einer Schleusenanlage wurde von 2019 bis 2022 errichtet. Seine Eröffnung fand am 17. September 2022 statt. Das Danziger Konsortium Mosty Gdańsk – Projmors plante den Bau des Hafens. Erster Hafenkapitän wurde Wojciech Żurawski. Er ist direkt dem Seeamt in Gdynia (Gdingen) unterstellt.
Die Hafenanlagen bestehen aus einer westlichen und einer östlichen Mole mit Längen von 568 bzw. 943 Metern. Letztere umschließt den Hafen auch im Norden. Der Kai im Süden des Hafens hat eine Länge von 250,5 Metern, davon sind 22 Meter in der Höhe abgesenkt um das Anlegen von kleineren Yachten zu ermöglichen, ein weiterer Anschlusskai bietet einen Liegeplatz von 71 Meter Länge. Das Hafenbecken hat eine Tiefe von 5,0 Metern und ein Fahrwasser mit einer Tiefe von 5,5 Metern. Vor der Schleuseneinfahrt besteht eine Wendemöglichkeit mit einem Durchmesser von 200 Metern. Insgesamt waren Baggerarbeiten von 260.000 m³ erforderlich. Die Hafeneinfahrt von der Danziger Bucht ist mit Sektoren- (9,0 m n.p.m.) und Molenfeuern (5,5 m n.p.m.) ausgestattet. Das Amt des Hafenkapitäns ist ein dreigeschossiges Gebäude an der Schleuse. Es bietet auch Raum für Dienststellen des Grenzschutzes und der Zollbehörde.